# 八王子市立松が谷中学校
八王子市立松が谷中学校（はちおうじしりつ まつがやちゅうがっこう）は、東京都八王子市松が谷にある公立中学校。
森に囲まれる。
校歌はほかの学校と異なり伴奏のない四部合唱となっている。

## 沿革

### 経緯
八王子市立松が谷中学校は、1976年に設立された。

### 年表
- 1976年（昭和51年）2月1日 - 開設
- 1976年（昭和51年）4月1日 - 開校
- 1985年（昭和60年）4月9日 - 心障学級（5組）新設
- 1999年（平成11年）4月1日 - 心の教室（木の部屋）開設

## 教育目標
- 体を鍛え、健康な人
- 進んで学び、よく考える人
- 正義を愛し、心の豊かな人

## 学校行事
- 4月 入学式
- 5月
- 6月 体育祭
- 7月
- 8月
- 9月
- 10月 合唱祭
- 11月
- 12月
- 1月
- 2月
- 3月 卒業式

## 生徒会活動・部活動など

### 運動部
- 男子バスケットボール部
- 女子バレーボール部
- 野球部
- 女子ソフトボール部
- 硬式テニス部
- サッカー部
- バドミントン部
- 陸上競技部

### 文化部
- 吹奏楽部
- 美術部
- 園芸部

## 通学区域
- 八王子市
  - 大塚、東中野、鹿島、松が谷[2]

## 進学前小学校
- 八王子市立鹿島小学校
- 八王子市立由木東小学校
- 八王子市立鹿島小学校
- 八王子市立松が谷小学校
- 八王子市立鹿島小学校
- 八王子市立秋葉台小学校
- 八王子市立鹿島小学校

## 学区 / 校区内の主な施設
- 松が谷駅（モノレール）
- モノレール松が谷駅（バス）
- 大塚公園（バス）

## 交通
- 多摩都市モノレール松が谷駅 徒歩5分
- 京王電鉄バス大塚公園 徒歩3分

## 小中一貫教育
2007年度から2009年度まで、八王子市立松が谷小学校とともに、八王子市小中一貫モデル校として研究に取り組んできた。その後、2010年度（平成22年度）より、八王子市立鹿島小学校とも連携し、前者2校とともに小中一貫教育に取り組んでいる。また、八王子市立由木東小学校とも連携し、部活動体験や授業体験などをはじめとした取り組みに取り組んでいる。